# کلاید ام. رید
کلاید مارتین رید (به انگلیسی: Clyde Martin Reed) سناتور سابق عضو حزب جمهوری‌خواه ایالات متحده آمریکا بود. وی در سال ۱۹۳۹ تا ۱۹۴۹ میلادی سناتور ایالت کانزاس در سنای ایالات متحده آمریکا بود.